# Vallauris-Antibes-Ouest (tổng)
Tổng Vallauris-Antibes-Ouest là một tổng của Pháp. Tổng này nằm ở tỉnh Alpes-Maritimes trong vùng Provence-Alpes-Côte d’Azur.

## Các đơn vị hành chính
Tổng Vallauris-Antibes-Ouest có thị xã Vallauris và phần phía tây của thị xã Antibes.

## Lịch sử
| Ngày bầu cử                                                         | Tên                      | Đảng           | Tư cách                  |
| ------------------------------------------------------------------- | ------------------------ | -------------- | ------------------------ |
| Pierre Donnet là ủy viên đầu tiên của Tổng Vallauris-Antibes-Ouest. |                          |                |                          |
| 1988                                                                | M. Pierre Donnet         | Divers Droite  | Thị trưởng của Vallauris |
| 1992                                                                | M. Alain Gumiel          | UDF            |                          |
| 1998                                                                | M. Jean-Paul Bongiovanni | Sans Etiquette | Thị trưởng của Vallauris |
| 2004                                                                | M. Alain Gumiel          | UMP            | Thị trưởng của Vallauris |

## Biến động dân số
| 1882                                         | 1926 | 1962 | 1968 | 1975 | 1982 | 1990 | 1999   |
|                                              |      |      |      |      |      |      | 41 668 |
| -------------------------------------------- | ---- | ---- | ---- | ---- | ---- | ---- | ------ |
| Số liệu từ năm 1990: Dân số không tính trùng |      |      |      |      |      |      |        |